# Захаров Матвій Васильович
Матві́й Васи́льович Заха́ров (нар. 5 (17) серпня 1898 село Войлово, Тверська губернія — 31 січня 1972, Москва) — військовий і політичний діяч СРСР, начальник Генерального штабу Збройних сил СРСР (1960–1963 та 1964–1971), маршал Радянського Союзу (1959), двічі Герой Радянського Союзу (8.09.1945, 22.09.1971), Герой ЧССР (30.04.1970). Професор (1948). Депутат Верховної ради Російської РФСР 2-го скликання. Депутат Верховної ради СРСР 4—8-го скликань. Член ЦК КПРС у 1961—1972 роках.

## Біографія
Народився 17 серпня (за старим стилем 5 серпня) 1898 року в селянській родині в селі Войлово Татарковської волості Старицького повіту Тверської губернії. У 1904 році родина виїхала до Санкт-Петербурга, де батько працював теслею.
У 1913 році закінчив Тверське вище початкове міське училище, працював слюсарем на заводах в Петрограді. Активний учасник революційних подій 1917 року в Петрограді, вступив в загін Червоної гвардії заводу «Сіменс і Гальске». У цьому загоні 7 листопада 1917 року брав участь в штурмі Зимового палацу і в боях під Пулково при придушенні виступу Керенського — Краснова.
Член РСДРП(б) з грудня 1917 року.
У Червоній армії з 1918 року. У 1918 році закінчив Другі Петроградські артилерійські курси, в 1919 році — Вищу Московську школу штабної служби, в 1924 році — Харківські повторні курси командного складу. У роки Громадянської війни командував батальйоном, артилерійською батареєю і дивізіоном на Південному, Південно-Східному та Кавказькому фронтах. Брав участь в обороні Царицина, в боях на Київщини, на Дону і на Північному Кавказі.
З жовтня 1921 року — помічник начальника штабу 101-ї артбригади з оперативної частини, з листопада 1921 року — ад'ютант 82-ї артбригади. З червня 1922 року — помічник начальника штабу з оперативної частини 28-ї стрілецької дивізії і 83-го стрілецького полку. З листопада 1923 року — начальник штабу 74-го стрілецького полку. З листопада 1924 року — старший помічник начальника оперативної частини штабу 25-ї стрілецької дивізії.
З липня 1928 року служив в штабі Білоруського військового округу, спочатку помічник начальника військово-господарського відділу, з лютого 1930 — в.о. начальника організаційно-мобілізаційного відділу управління постачання округу, з грудня 1932 року — начальник сектора.
Двічі закінчив Військову академію РСЧА імені Фрунзе: в 1928 році — факультет постачання і в 1933 році — оперативний факультет. У 1937 році закінчив Академію Генерального штабу РСЧА.
Командував 22-м стрілецьким полком (з січня 1936 року), був начальником штабу Ленінградського військового округу (з липня 1937 року), помічником начальника Генерального штабу РСЧА (з травня 1938 року). У червні — липні 1940 року був відряджений на південь і призначений начальником штабу 12-ї армії, яка брала участь в анексії Бессарабії та Північної Буковини.
З 11 липня 1940 по червень 1941 року — начальник штабу військ Одеського військового округу.
Під час німецько-радянської війни служив начальником штабу 9-ї армії Південного фронту (25.06.1941 — 28.06.1941), начальником штабу Північно-Західного напрямку (10.07.1941 — 15.08.1941), заступником начальника тилу Червоної армії (16.08.1941 — 31.12.1941), начальником штабів Калінінського фронту (1.01.1942 — 6.04.1943), Резервного фронту (6.04.1943 — 15.04.1943), Степового військового округу (15.04.1943 — 9.07.1943), Степового (9.07.1943 — 20.10.1943), 2-го Українського (20.10.1943 — 10.06.1945) і Забайкальського (12.07.1945 — 1.10.1945) фронтів.
Указом Президії Верховної Ради СРСР від 8 вересня 1945 року за зразкове виконання завдань командування по керівництву операціями проти німецько-фашистських загарбників і японських мілітаристів генералу армії Захарову Матвію Васильовичу присвоєно звання Героя Радянського Союзу з врученням ордена Леніна і медалі «Золота Зірка».
З 8 жовтня 1945 по 20 квітня 1949 року — начальник Вищої військової академії імені Ворошилова. З січня 1949 по червень 1952 року — начальник Головного розвідувального управління (ГРУ) — заступник начальника Генерального штабу Червоної армії. З червня 1952 по травень 1953 року — головний інспектор Радянської армії.
З травня 1953 по листопад 1957 року — командувач військ Ленінградського військового округу.
З 11 листопада 1957 по квітень 1960 року — головнокомандувач Групи радянських військ у Німеччині.
З 19 квітня 1960 по 7 березня 1963 року — начальник Генерального штабу Збройних сил СРСР — 1-й заступник міністра оборони СРСР.
У березні 1963 — листопаді 1964 року — начальник Військової академії Генерального штабу.
З 23 листопада 1964 по вересень 1971 року — начальник Генерального штабу Збройних сил СРСР — 1-й заступник міністра оборони СРСР.
Указом Президії Верховної Ради СРСР від 22 вересня 1971 року за мужність і відвагу, проявлені в боях з захисту Радянської держави, і заслуги в будівництві та зміцненні Збройних Сил СРСР Маршал Радянського Союзу Захаров Матвій Васильович нагороджений другою медаллю «Золота Зірка».
З вересня 1971 року — генеральний інспектор Групи генеральних інспекторів Міністерства оборони СРСР.

## Військові звання
- Полковник (1936)
- Комбриг (16.07.1937)
- Комдив (22.02.1938)
- Комкор (9.02.1939)
- Генерал-майор (4.06.1940)
- Генерал-лейтенант (30.05.1942)
- Генерал-полковник (20.10.1943)
- Генерал армії (29.05.1945)
- Маршал Радянського Союзу (8.05.1959)

## Нагороди
- двічі Герой Радянського Союзу (8.09.1945, 22.09.1971)
- Герой Чехословацької Соціалістичної Республіки (30.04.1970)
- п'ять орденів Леніна (21.02.1945, 8.09.1945, 21.06.1957, 2.02.1958, 22.02.1968)
- орден Жовтневої Революції (16.08.1968)
- чотири ордени Червоного Прапора (22.02.1938, 31.12.1942, 3.11.1944, 6.11.1947)
- два ордени Суворова 1-го ступеня (13.09.1944, 28.04.1945)
- два ордени Кутузова 1-го ступеня (27.08.1943, 22.02.1944)
- орден Богдана Хмельницького 1-го ступеня (17.05.1944)
- орден Червоної Зірки
- медалі